# Zlín (entreprise)
Pour les articles homonymes, voir Zlín.

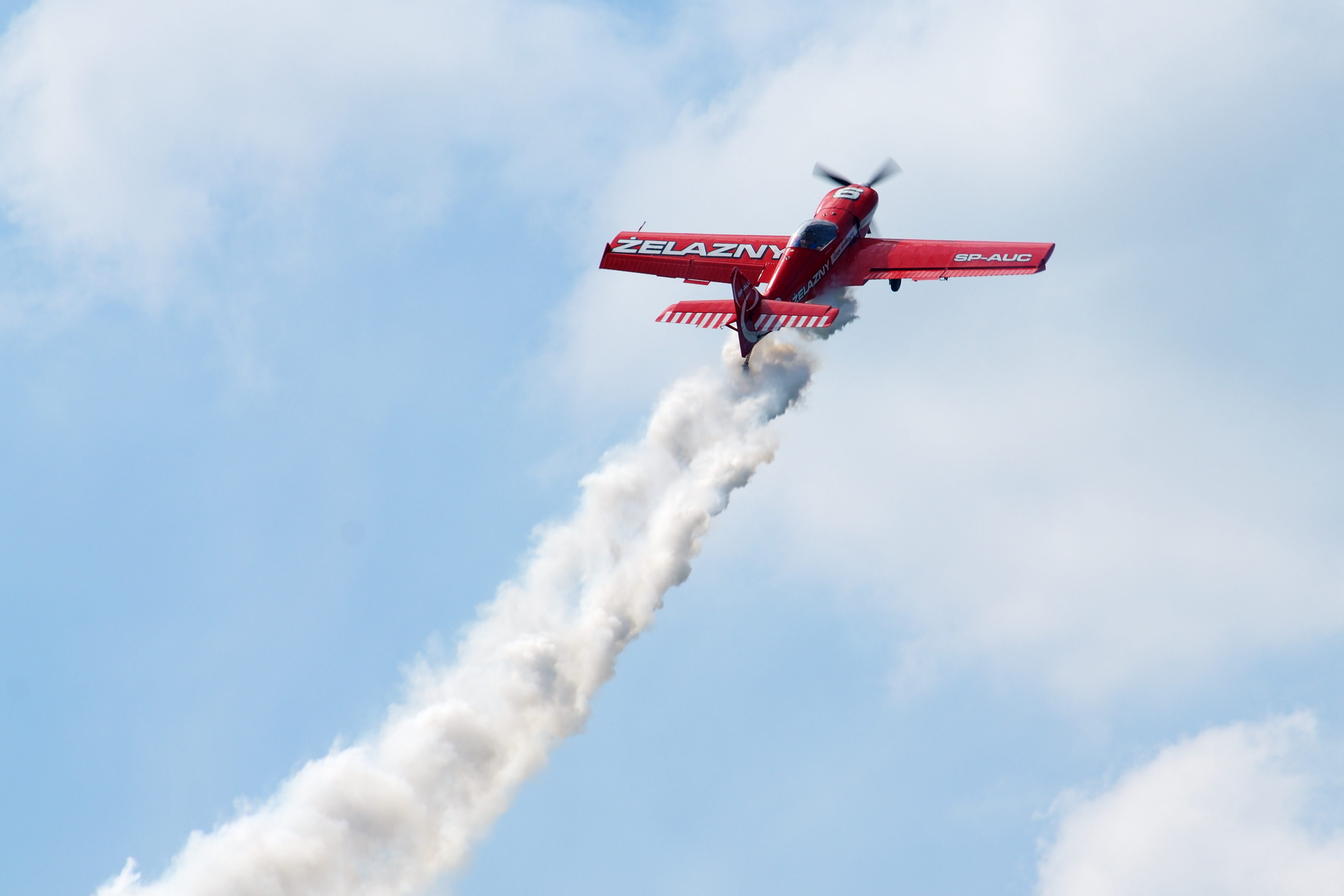
Zlin 50 LS

Zlín Aircraft (Zlinská Letecká Akciová Společnost) est une société Tchèque (initialement Tchécoslovaque) de construction d'avion de loisir, célèbre pour ses avions de compétition et de voltige très fiables et aux performances particulièrement élevées.

## Histoire
Les débuts remontent à 1933, lorsque des enthousiastes de l’aviation et des pilotes ont commencé à dessiner et fabriquer des planeurs sous la direction de Jan Kryspin dans des ateliers de la ville de Zlín. En 1934, le fabricant de chaussures Bata, également implanté à Zlín, créa la société de construction aéronautique Bata A.S. Zlin.
Frantisek Majer, qui rejoignit l’équipe cette même année, créa le premier véritable planeur de l’entreprise baptisé Z-X.
Le 8 juillet 1935, la raison sociale de la société fut modifiée en Zlinská Letecká Akciová Společnost et Bata construisit 10 km plus loin à Otrokovice une nouvelle usine plus grande dans laquelle déménagea la société de construction aéronautique qui conserva le nom « Zlin ».
C’est là que furent construits jusqu’en 1939 les premiers avions à moteur comme le Z-XII ou le Z-XIII, cinq modèles au total.
Au cours de l’occupation allemande, l’usine ne développa pas de nouveaux avions, mais fabriqua des avions-école Klemm Kl 35 et Bücker Bü 181 Bestmann, rebaptisés après la guerre en Zlin Z-181.
Après la Seconde Guerre mondiale, les usines Zlin furent rebaptisées Moravan. Au cours des années suivantes, des modèles célèbres y furent créés comme la série des « Trener » (Trainer) Z 26 et Z 126 ainsi que leurs successeurs Z 226, Z 526 et Z 726. D’autres appareils furent construits comme l’avion-école et de tourisme Zlín Z 42 et l’avion de voltige aérienne Z-50.
Aujourd'hui, Zlin construit les modèles suivants :
- Z 143 LSi Genius, aviation de loisirs
- Z 143 LSi Flir, avion léger de surveillance
- Z 242 L Zeus, entrainement à la voltige aérienne

## Production
Planeurs
- ZLIN I 1933-1935 (11)

- ZLIN II 1933 (1)

- ZLIN III 1934 (1)

- ZLIN IV 1934-1935 (6)
- ZLIN V 1934-1935 (121)
- ZLIN VII 1934 (2)
- ZLIN VI 1935-1936 (28)
- ZLIN X 1936 (3)
- ZLIN VIII 1936 (2)
- Zlín Z-13, Zlín Z-113 1946-1949 (211)
- Zlín Z-24 1946-1949 (301)
- Zlín Z-25 1947-1949 (101)
- Zlín Z-30, Zlín Z-130 1948-1952 (41)
- Zlín Z-124 1949-1950 (4)
- Zlín Z-125 1950-1952 (151)
- Zlín Z-225 1952 (1)
- Zlín Z-425 1954 (1)

Licences
- Klemm Kl 35 B 1939-1942 (323)
- Bücker Bü 181 1941-1945 (783)

Avions à moteur
- Zlín IX 1934 (1)
- Zlín XI 1935 (1)
- Zlín Z-XII 1935-1939 (201)
- Zlín 212 1937-1939 (51)
- Zlín Z-XIII 1937 (1)
- Zlín XVIII 1939-1940 (1)
- Zlín XV 1939 (2)
- Zlín Z-20 1939-1946 (1)
- Zlín Z-181 1945-1946 (71)
- Zlín Z-281 1946-1949 (79)
- Zlín Z-192 1946-1949 (2)
- Zlín Z-381 1947-1953 (315)
- Zlín Z-22 1949-1950 (31)
- PLK 5 1950 (1)

Avions d'entrainement
- Zlín Z 26 Trener 1947-1951 (164)
- Zlín Z-126 1954-1956 (167)
- Zlín Z-226 A, B, T, AS 1956-1961 (364)
- Zlín Z-326 A, TM 1959-1968 (436)
- Zlín Z-526 F, L, A, AS, AF, AFS, FI 1966-1974 (325)
- Zlín Z-726 U, K 1973-1974 (32)

Avions agricoles
- Zlín Z 37 1962-1985 (739)
- Zlín Z-37 T 1985-1994 (51)

Avions de voltige
- Zlín Z-50 L, LS, LX, LE, M 1975-1994 (83)

Serie 40 
- Zlín Z 43, Z 143 S, L 1974-1981 (87)
- Zlín Z-42 M, MU, L 1974-1980 (193)
- Zlín Z-142 L, C, CAF depuis 1979 (364)
- Zlín Z-242 L, LA depuis 1992 (125)
- Zlín Z-143 L depuis 1993 (54)

- Zlín Z-143 LSi depuis 2004 (2)

Hélicoptères 
- HC 2, HC 102 1957-1962 (36)
- Z 35, Z 135 1960 (1)

Moteurs
- Persy I 1935-1937 (31)
- Persy II 1936-1939 (270)
- Persy III 1939 (3)
- Toma 4 1946-1949 (106)
- Toma 6 1949 (2)

Treuils
- Herkules H1 1948 (6)
- Herkules H2 1949-1952 (153)
- Herkules H3 1957-1961 (522)

Total : 7166 [Quand ?]